# Notogomphus praetorius
Notogomphus praetorius är en trollsländeart som först beskrevs av Selys 1878.  Notogomphus praetorius ingår i släktet Notogomphus och familjen flodtrollsländor. IUCN kategoriserar arten globalt som livskraftig. Inga underarter finns listade i Catalogue of Life.